# Drużbaki Niżne
Drużbaki Niżne, Niżne Rużbachy, Drużbaki Dolne (słow. Nižné Ružbachy, węg. Alsózúgó) – wieś (obec) na Słowacji w kraju preszowskim, powiecie Lubowla. Położona jest nad Popradem. Przez Drużbaki Niżne przebiegają droga krajowa nr 77 i linia kolejowa nr 185 (przy której znajduje się przystanek kolejowy Nižné Ružbachy).
Drużbaki Niżne istniały już w 1288, kiedy to św. księżna Kinga, wdowa po księciu krakowskim Bolesławie V, wydała przywilej nadający sołtysowi podolinieckiemu Henrykowi las pomiędzy Podolińcem a Gniazdami.
W Drużbakach Niżnych znajduje się zabytkowy kościół pw. św. Katarzyny Aleksandryjskiej.

## Demografia
Według danych z 2001 99,69% mieszkańców wsi stanowili Słowacy. Należeli oni do:
- Kościoła rzymskokatolickiego (98,11%)
- Kościoła greckokatolickiego (0,94%)
- Kościołów ewangelickich (0,16%)
- bezwyznaniowcy (0,79%)

## Kultura
We wsi jest używana gwara przejściowa słowacko-spiska. Gwara spiska jest zaliczana przez polskich językoznawców jako gwara dialektu małopolskiego języka polskiego, przez słowackich zaś jako gwara przejściowa polsko-słowacka.